# Josef Hufnagel (NS-Opfer)

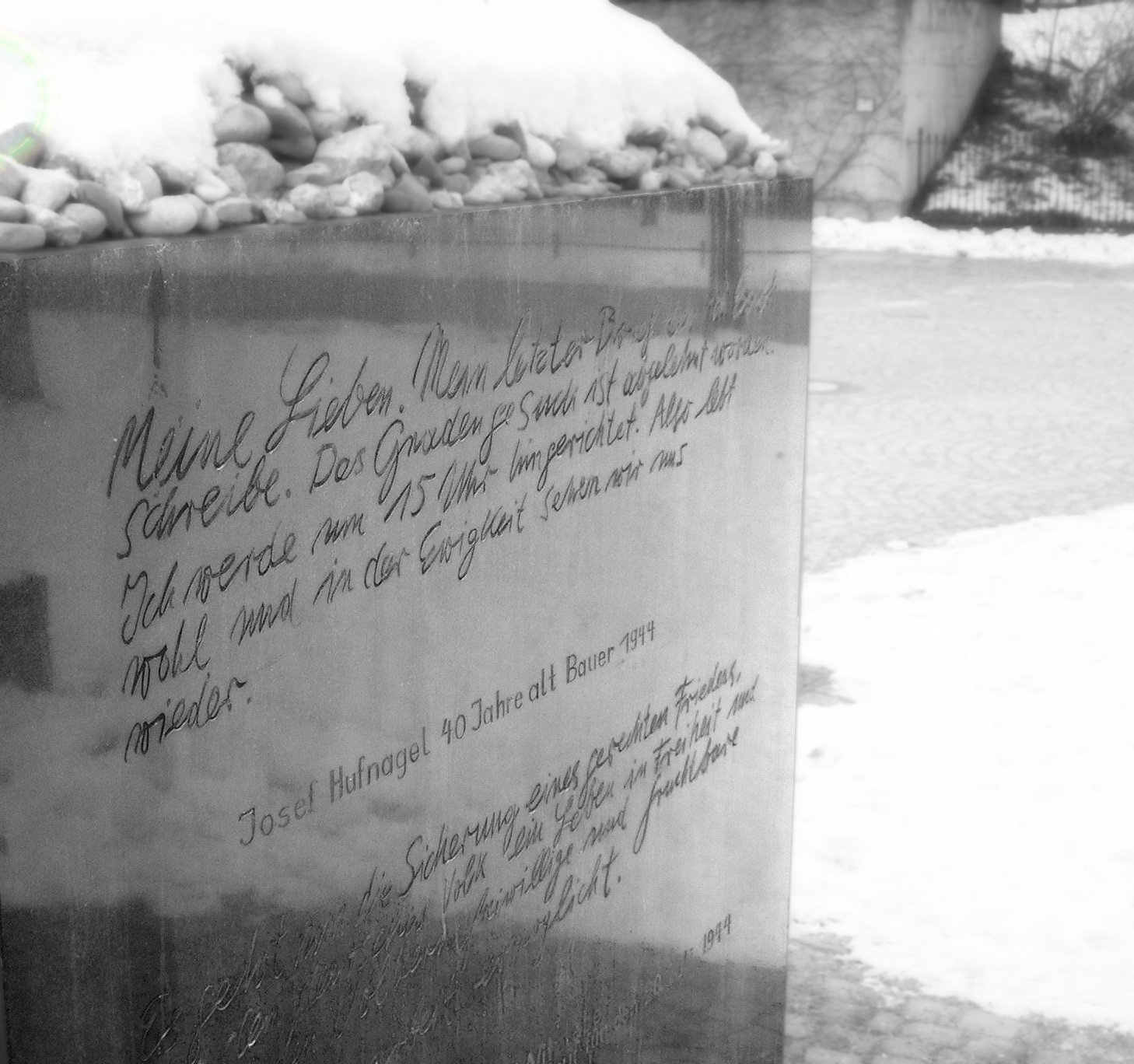
Mahnmal von Leo Kornbrust im Münchner Hofgarten mit Zitat aus Josef Hufnagels Abschiedsbrief

Josef Hufnagel (* 9. Oktober 1903 in Dünschede; † 5. Juni 1944 in Brandenburg-Görden) war ein Landwirt. Er wurde wegen Abhörens von Feindsendern vom Volksgerichtshof zum Tode verurteilt und am 5. Juni 1944 im Zuchthaus Brandenburg-Görden hingerichtet.

## Leben
Josef Hufnagel entstammt einer alten Bauernfamilie in Dünschede, heute ein Ortsteil der Stadt Attendorn im Kreis Olpe. Der Name „Hoiffnagel“ wird schon in einem Schatzungsregister (diente der Erhebung von Steuern) aus dem Jahr 1543 erwähnt.
Während seiner Dienstverpflichtung in der NS-Zeit in Wörmge, wo er einen Hof zu verwalten hatte, wurde er von dem Landwirt Otto Bieker und dessen Kusine Franziska Otto bei der Kreisleitung der NSDAP in Olpe beschuldigt, feindliche Radiosender abgehört und defätistische Äußerungen getan zu haben. Diese hatten Hufnagel beobachtet und entsprechende Beweise gegen ihn gesammelt.
Im Februar 1944 wurde am Amtsgericht Olpe ein Verfahren gegen Hufnagel eröffnet. Nach verschiedenen Zwischenstationen ist er am 18. April 1944 vom Volksgerichtshof in Berlin zum Tode verurteilt worden. Aus dem Zuchthaus Brandenburg-Görden schrieb Josef Hufnagel drei Briefe an seine Angehörigen. Seinen Abschiedsbrief verfasste er am 5. Juni 1944 wenige Stunden vor seiner Hinrichtung. Die Worte geben Aufschluss über seine Verzweiflung und Enttäuschung, aber auch über seinen starken Gottesglauben. Neben der bereits zitierten Zuversicht auf ein Wiedersehen in der Ewigkeit, ist u. a. zu lesen „Habe gerade die hl. Kommunion empfangen vom Herrn Pfarrer. Das Leben ist nun zu Ende. Es sind heute wieder viele, die sterben müssen. Macht Euch nicht zu viel Sorgen um mich. Wir werden verbrannt hier. Habe im Portemanne 27 M. Geld, 2 Pullover. In einer Stunde bin ich tot. So geht es fast allen hier. Laßt 1 Seelenamt für mich lesen und trauert nicht zu viel um mich.“
Die Denunzianten Otto Bieker und Franziska Otto mussten sich im Jahr 1948 vor dem Schwurgericht in Siegen verantworten. Otto Bieker wurde wegen Verbrechens gegen die Menschlichkeit zu einer Strafe von drei Jahren Gefängnis verurteilt. Zu seinen Gunsten wurde gewertet, dass ihm nicht eindeutig nachgewiesen werden konnte, dass er das verhängnisvolle Verfahren in Gang gesetzt habe. Franziska Otto wurde gar freigesprochen, da sie nach Ansicht des Gerichts nur ihren Zeugenpflichten nachgekommen war. Das milde Urteil bzw. der Freispruch lösten in der Bevölkerung Unverständnis bzw. Empörung aus.
Die katholische Kirchengemeinde St. Martinus in Dünschede hat sich nach Kriegsende zu dem Opfer der Nazidiktatur aus ihren Reihen bekannt. Offensichtlich aus Furcht vor weiteren Verfolgungen hatte der damalige Pfarrvikar, der wegen seiner Jugendarbeit zweimal von der Gestapo vorgeladen wurde, die Hinrichtung des Josef Hufnagel zunächst nicht von der Kanzel verkündet.

## Gedenken
Der Bildhauer Leo Kornbrust hat in das Denkmal zur Erinnerung an den Widerstand gegen die Nazi-Diktatur im Münchner Hofgarten ein Zitat aus Josef Hufnagels letztem Brief eingearbeitet. „Meine Lieben! Mein letzter Brief, den ich Euch schreibe. Das Gnadengesuch ist abgelehnt worden. Ich werde um 15 Uhr hingerichtet. Also lebt wohl, und in der Ewigkeit sehen wir uns wieder.“
In Dünschede ist sein Name auf einer Marmortafel am Ehrenmal für die Kriegsopfer verewigt.